# Apogon affinis
Apogon affinis är en fiskart som först beskrevs av Poey, 1875.  Apogon affinis ingår i släktet Apogon och familjen Apogonidae. Inga underarter finns listade i Catalogue of Life.